# Cantó de Leforest
El cantó de Leforest és un cantó francès del departament del Pas de Calais, situat al districte de Lens. Té 4 municipis i el cap és Leforest.

## Municipis
- Courcelles-lès-Lens
- Dourges
- Évin-Malmaison
- Leforest

## Història
| Data d'elecció                           | Identitat         | Partit        | Qualitat |
| ---------------------------------------- | ----------------- | ------------- | -------- |
| 1973-2001                                | Gilbert Marquette | PS            |          |
| 2001-2008                                | Amédée Gellez     | Divers droite |          |
| 2008-                                    | Sabine Van Heghe  | MRC           |          |
| les dades anteriors no són pas conegudes |                   |               |          |
|                                          |                   |               |          |

## Demografia
| A partir de 1990: Població sense dobles comptes |